# Abschnittswall Burgener Druidenstein

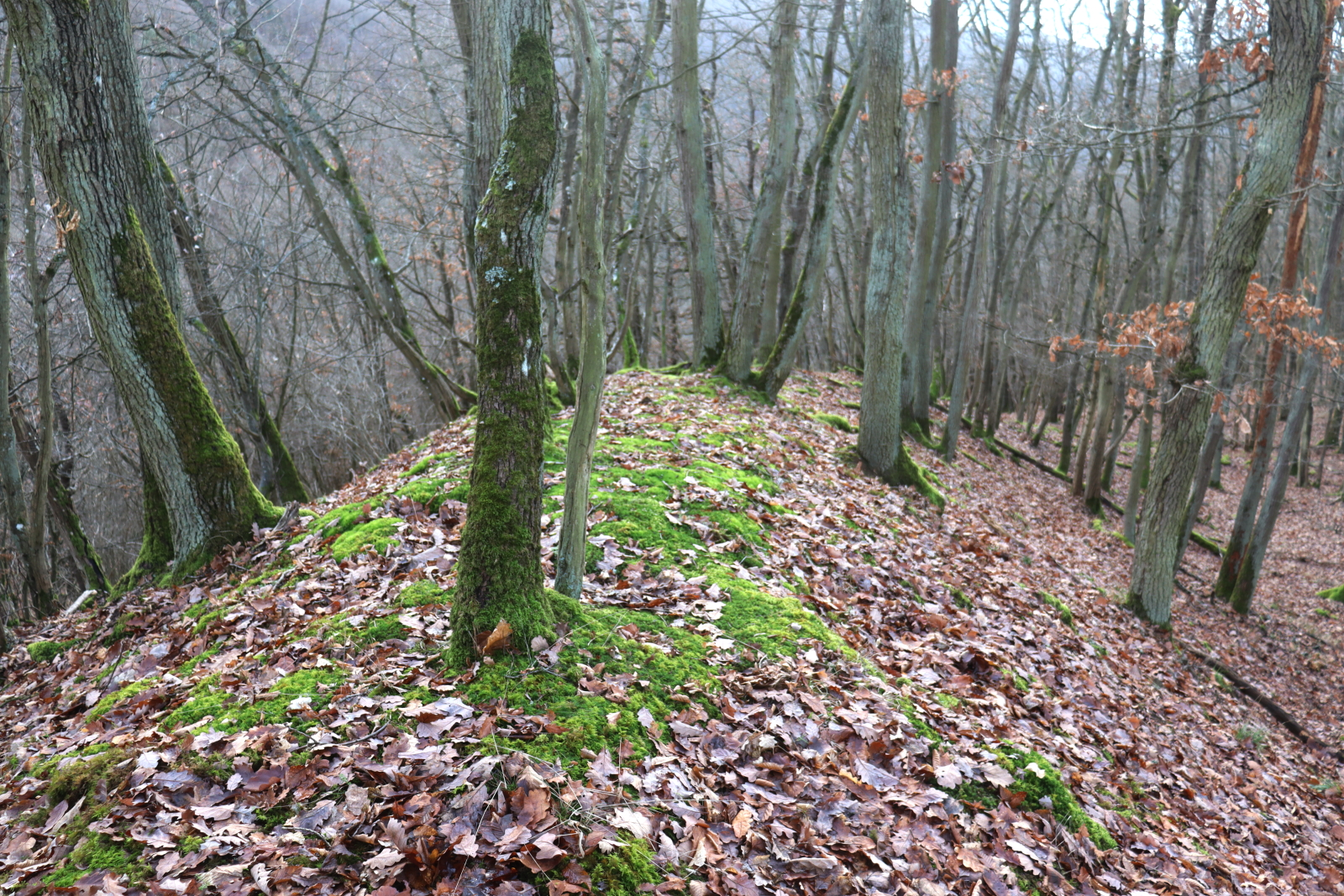
Abschnittswall Burgener Druidenstein: Blick über den Kamm des Hauptwalls

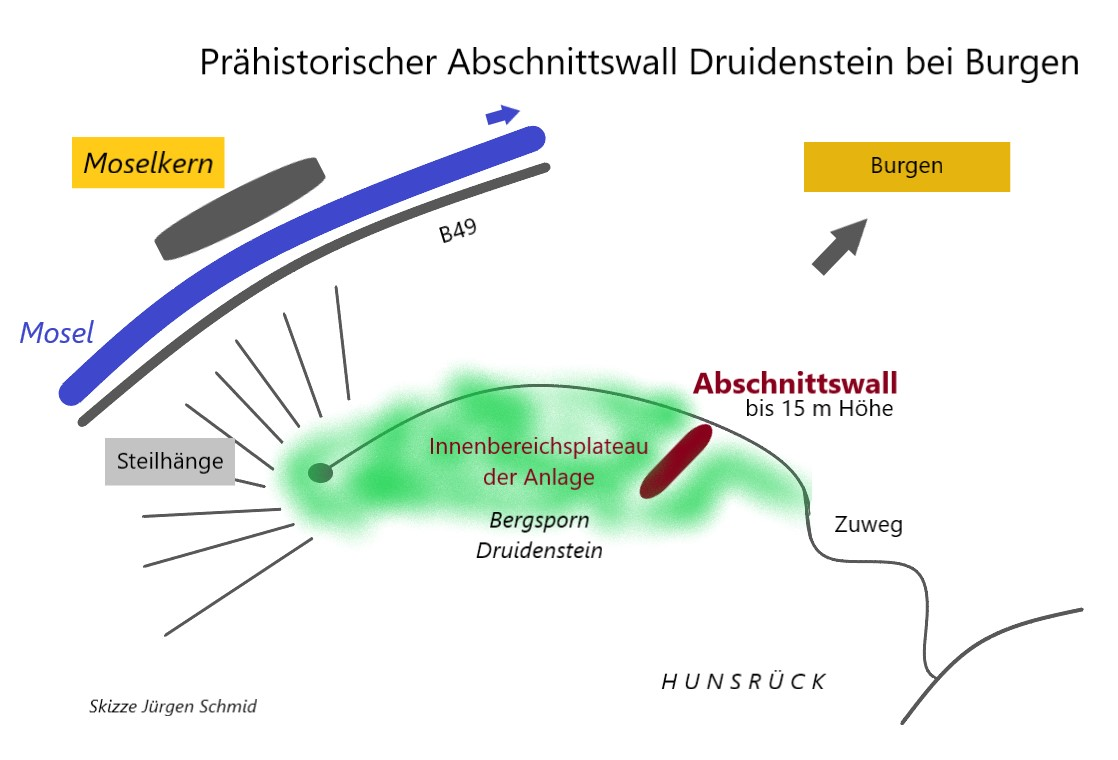
Ortslagenskizze Abschnittswall Burgener Druidenstein.

Der Abschnittswall Burgener Druidenstein ist ein im 6. bis 1. Jahrhundert v. Chr. genutzter prähistorischer Abschnittswall im Gipfelbereich des Bergsporns Druidenstein bei
Burgen im Landkreis Mayen-Koblenz in Rheinland-Pfalz.

## Lage
Der kegelförmige Felsensporn Druidenstein erhebt sich gegenüber von Moselkern an der Untermosel am rechten Moselufer und gehört zur Burgener Gemarkung. Er reicht im Fußbereich bis an die vorbeiführende Bundesstraße 49.

## Geschichte
Die frühgeschichtliche Wallanlage wird vom hunsrückseitigen Hochplateau an der engsten Stelle über einen Feldweg erreicht, der kurz vor der Anlage zu einem schmalen Pfad ausläuft. Hinter einem Graben ragt ein bis zu 15 m hoher Erdwall empor, der ursprünglich einem keltischen Bollwerk des Typs „Murus Gallicus“ entsprach. Bei dieser Befestigungsart wurde eine kastenförmige Holzkonstruktion mit Steinen und Erdreich aufgefüllt. Die übrigen drei Flankenseiten des Geländes auf dem Druidenstein waren auf natürliche Weise durch die hier vorhandenen sicheren Steilhänge geschützt. Abstufungen an den Rändern des Areals lassen vermuten, dass zusätzliche Palisaden das komplette Gelände umgaben.
Der Zugang erfolgt heute über einen schmalen Pfad rechts des Walls. Ursprünglich soll sich das Haupttor mit Torbau links des Walls befunden haben. Der Aufbau der Anlage ähnelt der auf dem Hunsrück gelegenen keltischen Altburg in Bundenbach.
Im Plateauinneren könnten sich Wohn- und Speicherbauten befunden haben, wie Mauerreste aus künstlich aufgeschichteten Schiefersteinen vermuten lassen. Es wird angenommen, dass es sich um eine keltische Burg mit einer sowohl repräsentativen als auch verteidigungstechnischen Zweckbestimmung gehandelt hat.
Die nach dem Einfall der Römer im 1. Jh. v. Chr. vernachlässigte Anlage könnte beim Einfall germanischer Stämme reaktiviert und erneut als Schutz- und Rückzugsort genutzt worden sein.
Die Bewohner gehörten der Hunsrück-Eifel-Kultur an, die in einfachen Fachwerkhäusern lebten. Vom 6. Jahrhundert bis 1. Jahrhundert v. Chr. lebte hier wie im gesamten Moselraum der Keltenstamm der Treverer.

### Keltisch-römisches Heiligtum
Aufgefundene steinerne Fundamente lassen vermuten, dass sich innerhalb der Wallanlage ein keltisch-römisches Heiligtum befunden hat, das sich einreiht in die Kultstätten auf dem Martberg bei Pommern, dem Bleidenberg bei Oberfell und den Goloring bei Kobern-Gondorf.

### Ende der Anlage
Die Anlage wurde wohl nach dem Einzug der Römer nach 50 v. Chr. mit Ausnahme des Heiligtums aufgegeben. Dieses wurde vermutlich noch bis etwa 275 n. Chr. aufgesucht, bis es etwa bei germanischen Überfällen zerstört und geplündert wurde.

## Bilder

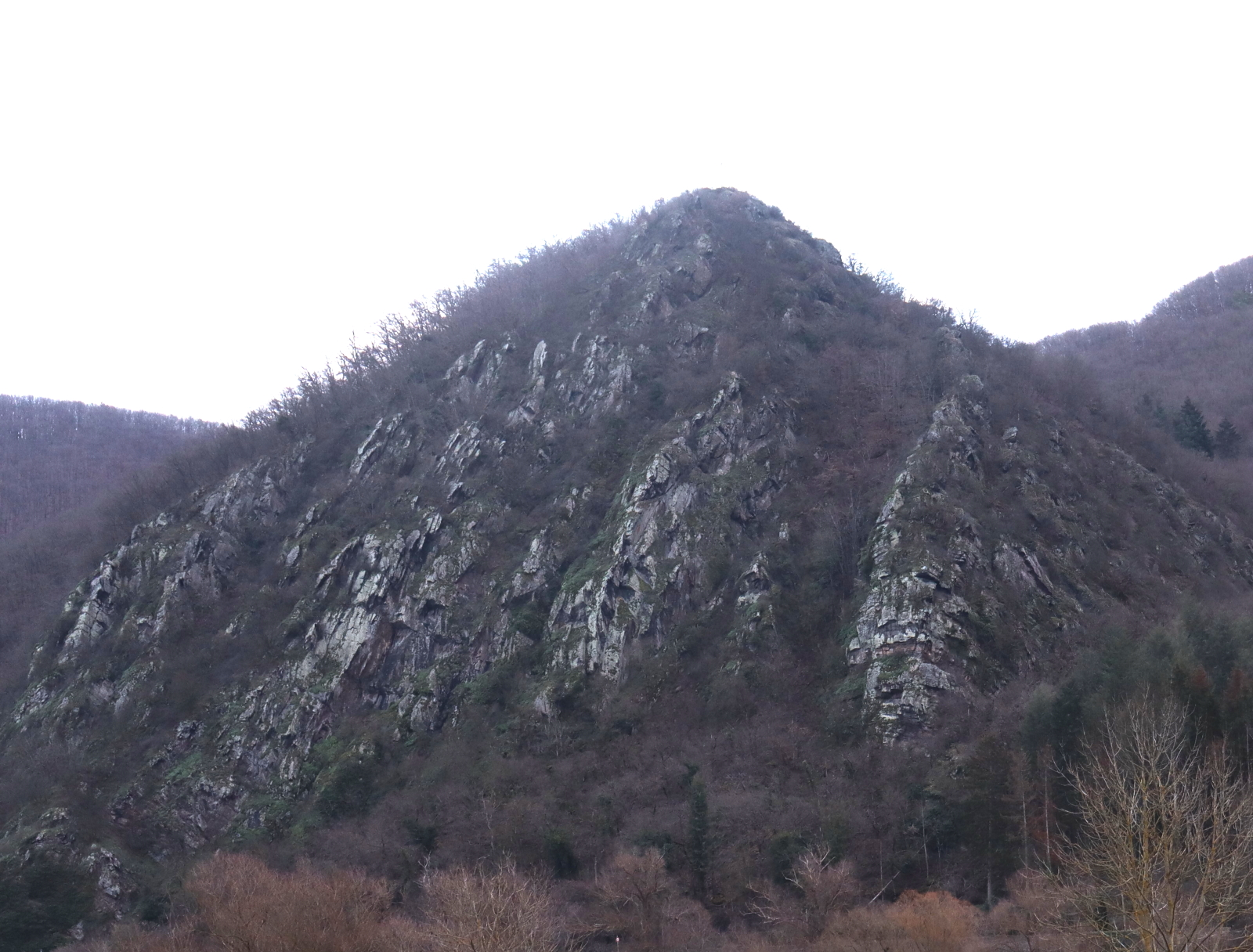
Bergsporn Abschnittswall Burgener Druidenstein gegenüber Moselkern an der Untermosel
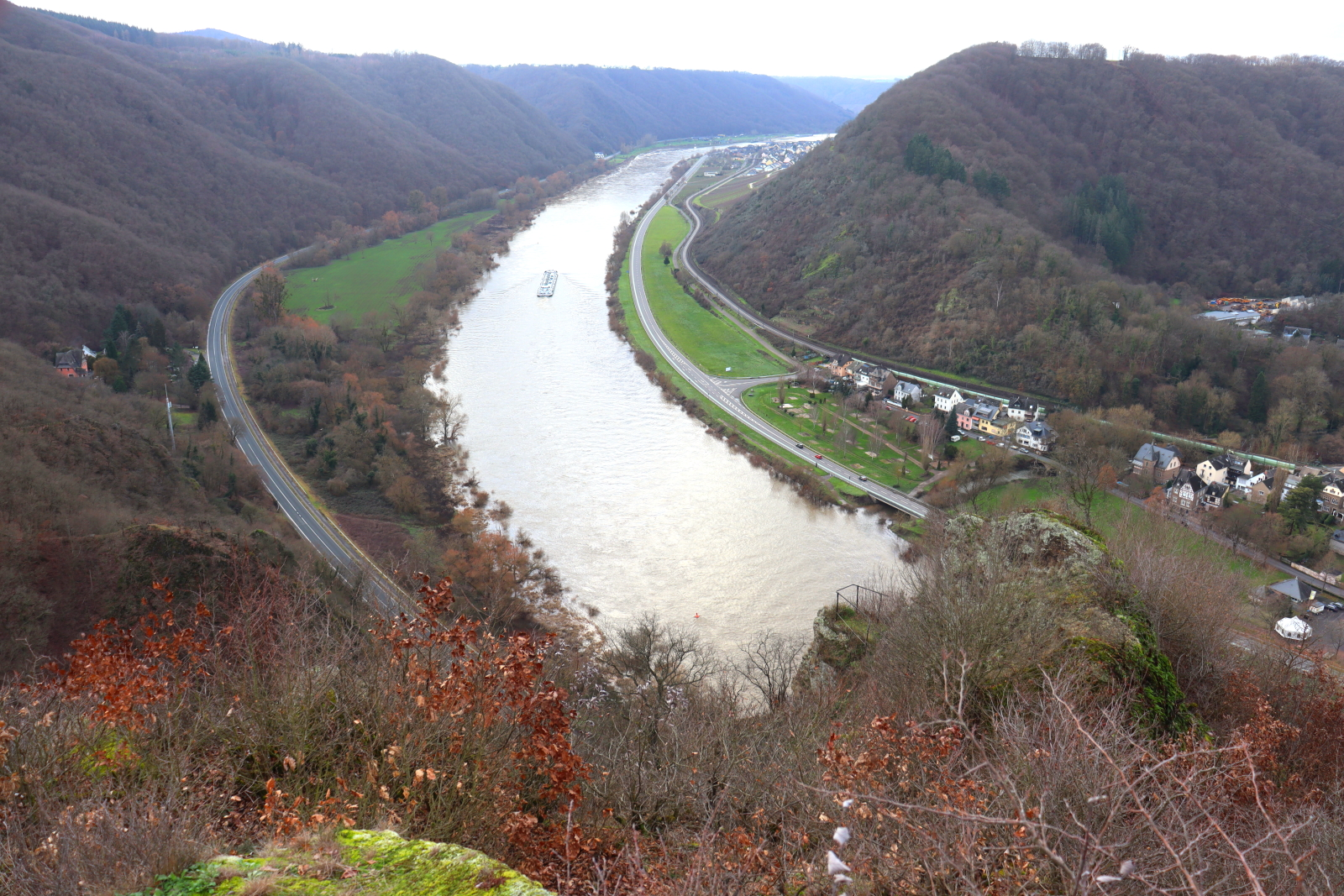
Abschnittswall Burgener Druidenstein. Blick von der Bergkuppe moselaufwärts
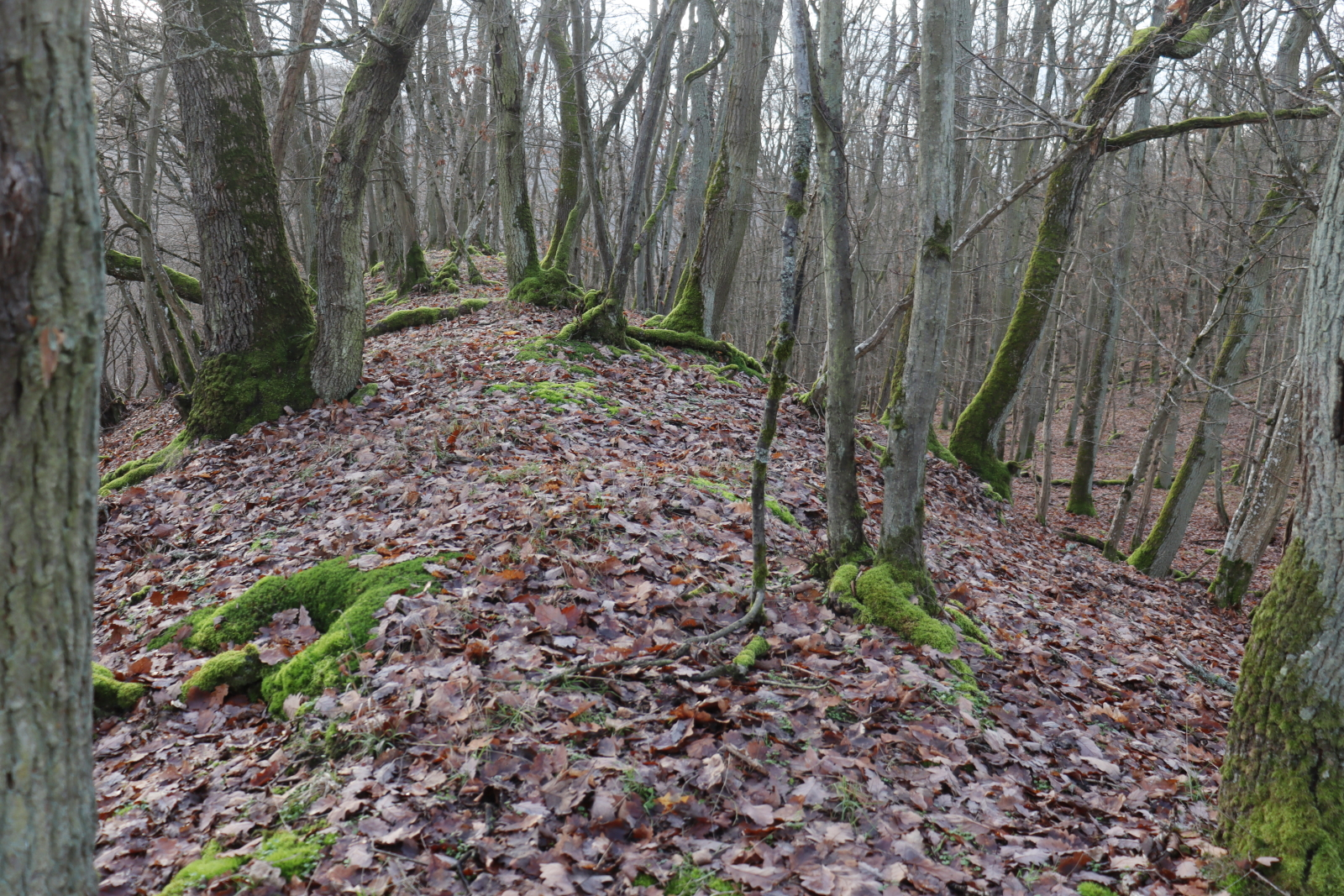
Abschnittswall Burgener Druidenstein. Blick über den Kamm des Hauptwalls
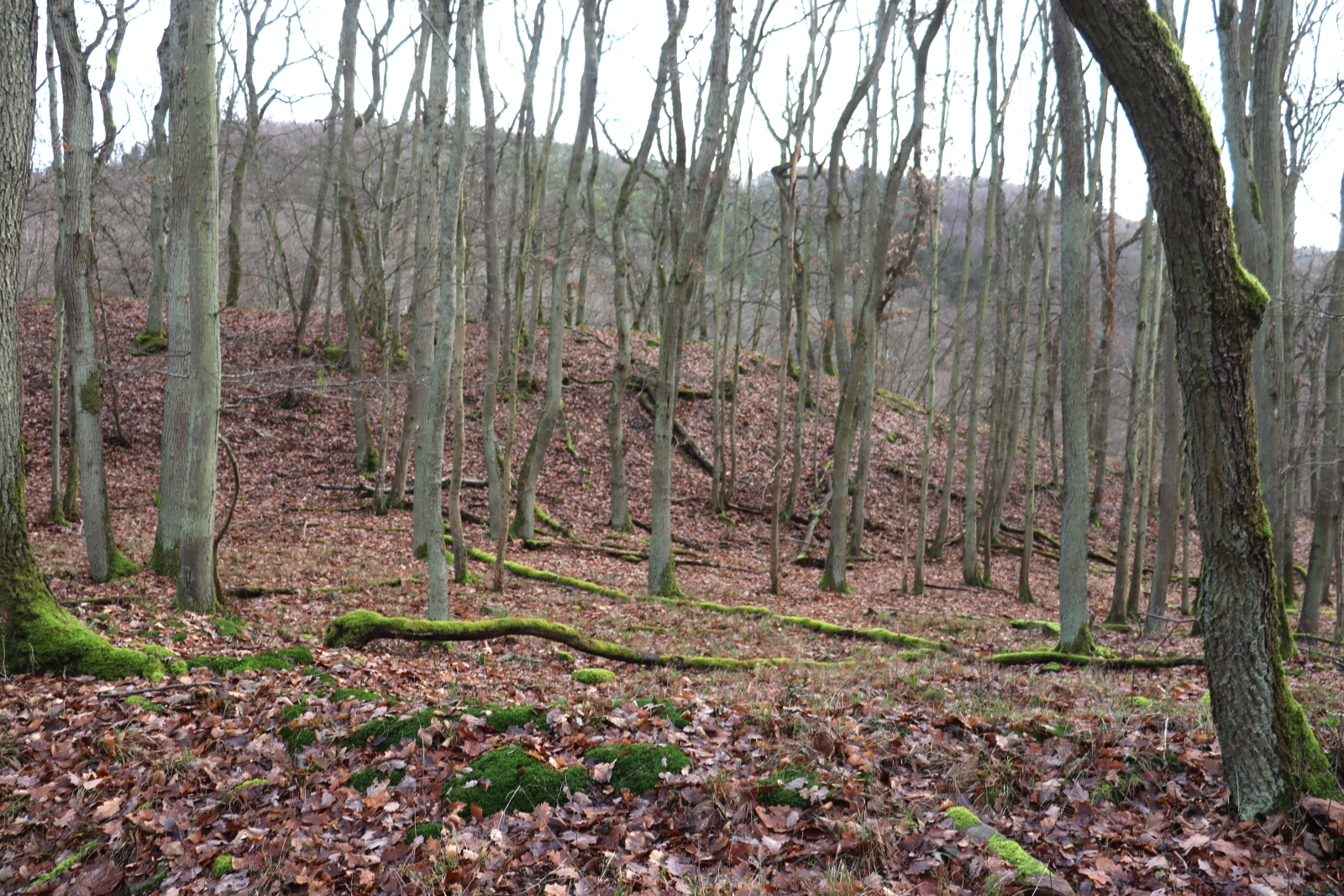
Abschnittswall Burgener Druidenstein gesehen vom Plateauinneren der Wallanlage
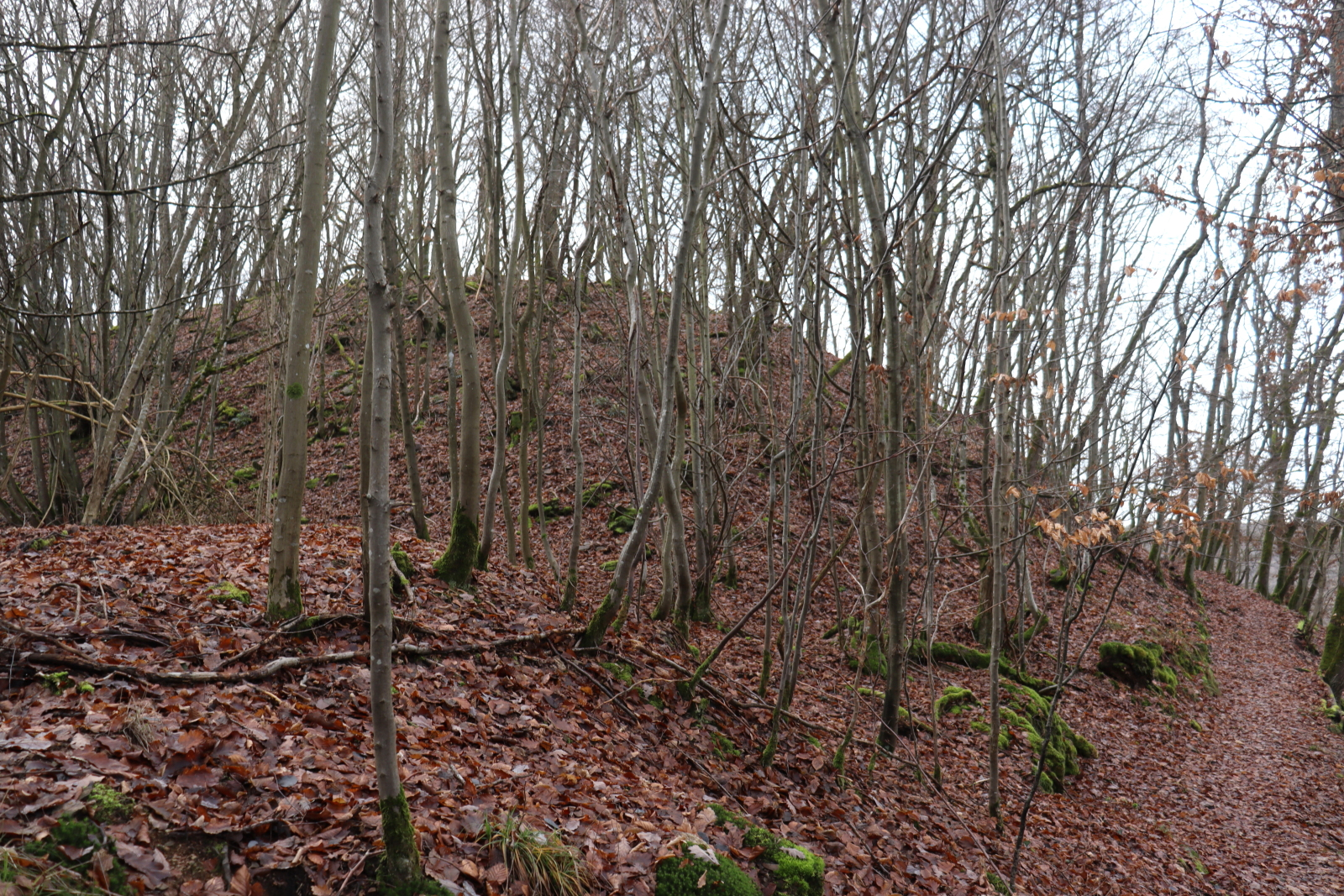
Abschnittswall Burgener Druidenstein gesehen von der Zugangsseite zur Wallanlage
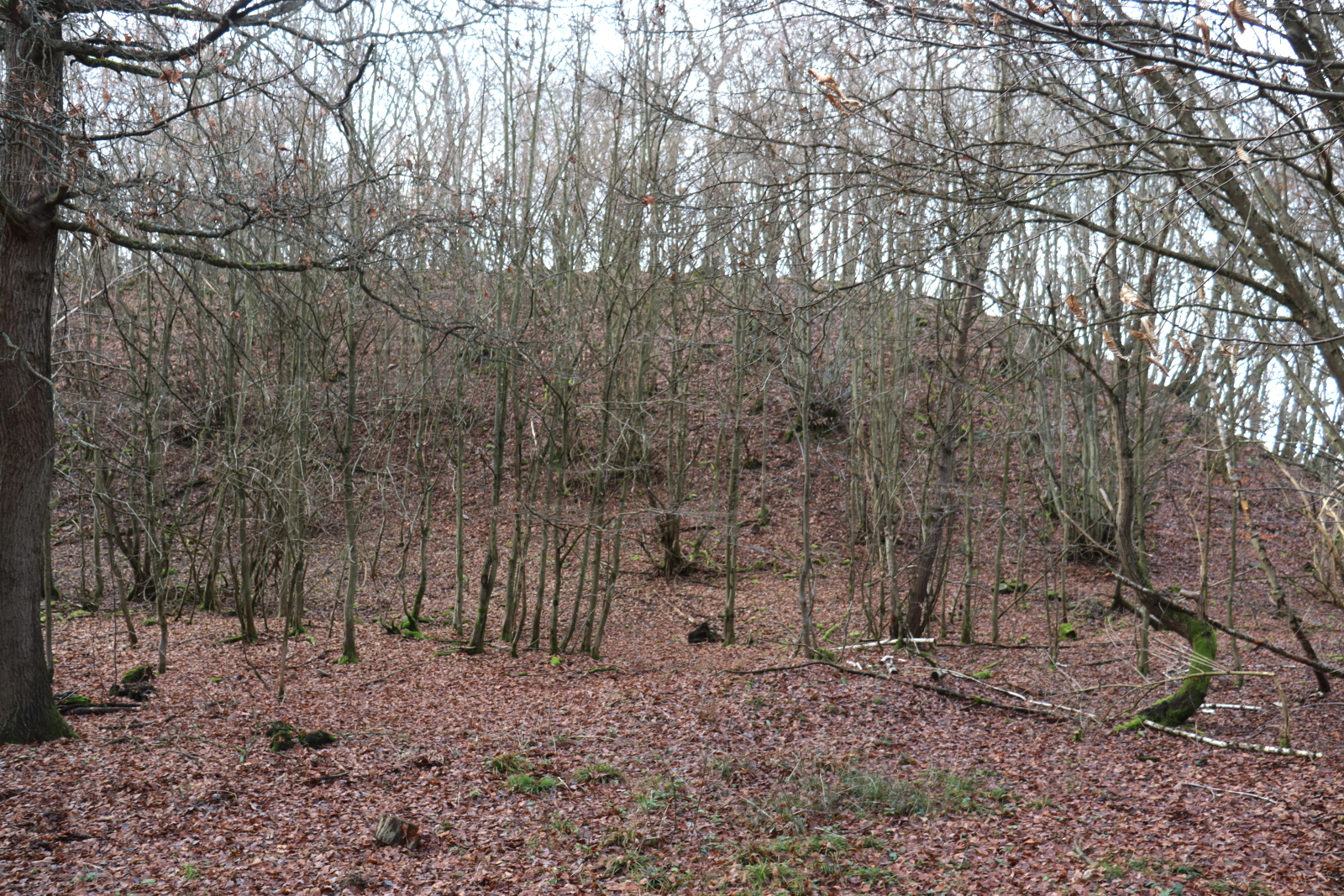
Abschnittswall Burgener Druidenstein gesehen von der Zugangsseite zur Wallanlage